# Wilhelm Deecke
Johannes Ernst Wilhelm Deecke ( 25 de febrero de 1862, Lübeck-23 de octubre de 1934, Freiburg im Breisgau) fue un geólogo, prehistoriador, botánico, y profesor alemán.

## Biografía
Wilhelm Deecke, era hijo del historiador Ernst Georg Wilhelm Deecke, Obtuvo su doctorado. nat. y fue profesor de geología y de paleontología en las universidades de Greifswald y de Friburgo en Breisgau. Entre 1907 y 1928 ocupó el cargo de Director del Instituto Geológico y Minero de Baden. Y de 1909 a 1934 fue miembro extraordinario de la Academia de Ciencias de Heidelberg y miembro correspondiente de la Sociedad de Historia Natural de Basilea. Fue consejero privado en 1917 por Baden y fue desde 1926 hasta 1934 miembro titular de la Sociedad Científica de Estrasburgo. Deecke fue miembro de la Sociedad Geológica y otras asociaciones científicas y matemáticas.
Deecke adquirió una importancia inmensa para la investigación arqueológica, y en 1922 reorganizó como Director Ejecutivo de Conservación de la prehistoria y protohistoria de Baden; y primer director de los informes del Fondo de Baden. Desde finales de la década de 1880, se había ocupado desde una perspectiva geológica de temas arqueológicos. Fue nombrado en Friburgo, y también fue codirector del "Museo de la Prehistoria", con su conferencia inaugural sobre "„Geología y Prehistoria“". También es digno su importante labor sobre sílex prehistórico (1933).
En 1925 se convirtió en miembro de la Leopoldina.

## Algunas publicaciones
- Zur Geologie von Unteritalien Betrachtungen über das neapolitanische Erdbeben von 1857. Neues Jahrbuch für Mineralogie, Geologie und Paläontologie, pp. 286-330, 1891

- Der Granitstock des Elsässer Belchen in den Südvogesen Zeitschrift der deutsch geologischen Gesellschaft, Jg. 1891, pp. 839-878, 1891

- Italien, Alfred Schall Hofbuchhändler, 1898

- Geologischer Führer durch Bornholm, Gebrüder Bornträger, Berlín, 1899

- Geologischer Führer durch Campanien, Borntraeger, Berlín, 1901

- Neue Materialien zur Geologie von Pommern, Kunike (Druckerei ?) 1902

- Der geologische Bau der Apenninenhalbinsel und die Schweeremessungen, N. Jb. pp. 129-158, 1907

- Bemerkungen zur älteren Kartographie Pommerns, Rügisch-Pommerschen Geschichtsverein zu Greifswald und Stralsund, vol. 11, 1910

- Landeskunde von Pommern, Göschen, Leipzig, 1912

- Geologie von Baden, Gebrüder Bornträger, Berlín, 2 vols. 1916

- Morphologie von Baden, Auf geologischer Grundlage, Gebrüder Bornträger, Berlín, 1918

- Vier Kapitel aus der petrographischen Geologie, Berichte der Naturforschenden Gesellschaft zu Freiburg im Breisgau, 1919

- Natur, Oberflächengestaltung u. Wirtschaft der Baar, Heimatflugblätter vom Landesverein Baden. Vom Bodensee zum Main. N.º. 16, 1921

- Phytopaläontologie und Geologie, Gebrüder Bornträger, Berlín, 1922

- Mitteleuropäische Meeresströmungen d. Vorzeit, Walter de Gruyter, Berlín, 1923

- Die Fossilisation, Gebrüder Bornträger, Berlín, 1923

- Trigoniidae mesozoicae (Myophortis exclusis), Junk, Berlín, 1925

- Das innere System im west- und süddeutschen Thermalphänomen, Zeitschrift der deutsch geologischen Gesellschaft, Abh. 77, pp. 96-111, 1925

- Echinoidea jurassica, Junk, Berlín, 1928

- Schrifttum zur Ur- und Frühgeschichte Badens 1908-1933, Badische Fundberichte, (Amtl. Nachrichtenblatt für die ur- und frühgeschichtliche Forschung), Heidelberg, tomo 1, 32 pp. 1929 – 1936

- Hydrographie des Kaiserstuhls, Abhandl. der Heidelberger Akademie der Wissenschaften, Math.-nat. Klasse, Walter de Gruyter, Berlín, 1931

- Geologie rechts und links der Eisenbahnen im Schwarzwald, Selbstverlag, Freiburg, 1932

- Hydrographie der Dinkelberge bei Basel, Walter de Gruyter, 1932

- Geologisch- geographische Wanderungen im Schwarzwald, Geologie Heft 1. Schwarzwald, Selbstverlag des Badischen Schwarzwaldvereins E. V, Freiburg i. Br. 1932

- Kritische Studien zu Glazialfragen Deutschlands III, Z. Gletscherkunde, pp. 283-318, 1934

- Die mitteleuropäischen Silices nach Vorkommen, Eigenschaften und Verwendung in der Prähistorie, Jena 1933

## Literatura
- Deecke-Festschrift. Wilhelm Deecke gewidmet von Schülern und Freunden. Fortschritte der Geologie und Palaeontologie, 11: 33-37, Berlín, Borntraeger, 1932

- H. Wehrli: Wilhelm Deecke - Der Gründer des Geologischen Instituts (Greifswald 1886-1906). Festschrift zur 500-Jahrfeier der Universität Greifswald, 1956, Greifswald

- Deecke, Johannes Ernst Wilhelm, Geologe und Paläontologe, 1862-1934; siehe 1, 92, Badische Biographien Neue Folge, herausgegeben im Auftrag der Kommission für geschichtliche Landeskunde in Baden-Württemberg von Bernd Ottnad, Kohlhammer, Stuttgart, 1982, ISBN 978-3-17-007118-6 Nachruf: Badische Fundberichte III/6, 1935, 177-181

- La abreviatura «Deecke» se emplea para indicar a Wilhelm Deecke como autoridad en la descripción y clasificación científica de los vegetales.[1]

## Fuente
- Zander, R; Fritz Encke, Günther Buchheim, Siegmund Seybold (eds.) Handwörterbuch der Pflanzennamen. 13.ª ed. Ulmer Verlag, Stuttgart 1984, ISBN 3-8001-5042-5